# Deutsche Cadre-47/2-Meisterschaft 1987/88

Veranstaltungsort: Gelsenkirchen

Die Deutsche Cadre-47/2-Meisterschaft 1987/88 ist eine Billard-Turnierserie und fand vom 2. bis zum 4. Oktober 1987 in Gelsenkirchen zum 57. Mal statt.

## Geschichte
Örtlicher Organisator und Ausrichter im Auftrag des Deutschen Billard-Bunds (DBB) war der BC Gelsenkirchen-Feldmark 34.
Die beiden jüngsten Teilnehmer der Deutschen Meisterschaft standen am Ende im Finale. Hier siegte Fabian Blondeel deutlich mit 300:133 in drei Aufnahmen gegen seinen Vereinskameraden Volker Baten. Beide sind Schüler des vielfachen Deutschen Meisters Klaus Hose. Dritter wurde mit gewohnt guten Leistungen der Velberter Thomas Wildförster.

## Modus
Gespielt wurden drei Vorrundengruppen bis 200 Punkte. Die drei Gruppensieger und der beste Zweite spielten im K.-o.-System bis 300 Punkte den Sieger aus. Das gesamte Turnier wurde mit Nachstoß gespielt. Die Endplatzierung ergab sich aus folgenden Kriterien:
1. Matchpunkte
2. Generaldurchschnitt (GD)
3. Höchstserie (HS)

## Turnierverlauf

### Gruppenphase
| MP    | Match Points (Sieger = 2; Unentschieden = 1; Verlierer = 0) |
| Pkte. | Erzielte Karambolagen                                       |
| Aufn. | Benötigte Versuche                                          |
| GD    | Generaldurchschnitt                                         |
| BED   | Bester Einzeldurchschnitt eines Spielers                    |
| HS    | Höchstserie                                                 |
|       | Bester GD des Turniers                                      |
|       | Bester ED des Turniers                                      |
|       | Beste HS des Turniers                                       |
|       | 1. Platz (Gold)                                             |
|       | 2. Platz (Silber)                                           |
|       | 3. Platz (Bronze)                                           |

| Platz                      | Name                         | MP  | Pkte. | Aufn. | GD     | BED    | HS  |
| -------------------------- | ---------------------------- | --- | ----- | ----- | ------ | ------ | --- |
| 1                          | Thomas Wildförster (Velbert) | 6:0 | 600   | 6     | 100,00 | 200,00 | 200 |
| 2                          | Dieter Steinberger (Kempten) | 4:2 | 400   | 10    | 40,00  | 50,00  | 76  |
| 3                          | Orhan Erogul (Frankfurt)     | 2:4 | 369   | 9     | 41,00  | 200,00 | 200 |
| 4                          | Heinz Voßmerbäumer (Bochum)  | 0:6 | 37    | 7     | 5,28   | –      | 18  |
| Gruppendurchschnitt: 43,93 |                              |     |       |       |        |        |     |

| Platz                      | Name                          | MP  | Pkte. | Aufn. | GD    | BED    | HS  |
| -------------------------- | ----------------------------- | --- | ----- | ----- | ----- | ------ | --- |
| 1                          | Wolfgang Matz (Gelsenkirchen) | 5:1 | 600   | 14    | 42,85 | 200,00 | 200 |
| 2                          | Fabian Blondeel (Bochum)      | 4:2 | 421   | 7     | 60,14 | 200,00 | 200 |
| 3                          | Willi Steinberger (Kempten)   | 2:4 | 447   | 18    | 24,83 | 50,00  | 122 |
| 4                          | Torsten Anders (Velbert)      | 1:5 | 371   | 9     | 41,22 | 50,00  | 126 |
| Gruppendurchschnitt: 38,31 |                               |     |       |       |       |        |     |

| Platz                      | Name                             | MP  | Pkte. | Aufn. | GD    | BED    | HS  |
| -------------------------- | -------------------------------- | --- | ----- | ----- | ----- | ------ | --- |
| 1                          | Volker Baten (Bochum)            | 6:0 | 600   | 17    | 35,29 | 66,66  | 133 |
| 2                          | Dieter Wirtz (Duisburg)          | 4:2 | 586   | 15    | 39,07 | 66,66  | 130 |
| 3                          | Klaus Müller (Elversberg)        | 2:4 | 327   | 12    | 27,25 | 100,00 | 155 |
| 4                          | Hans Wernikowski (Gelsenkirchen) | 0:6 | 123   | 8     | 15,37 | –      | 84  |
| Gruppendurchschnitt: 31,46 |                                  |     |       |       |       |        |     |

### Finalrunde
| Halbfinale         |     |     |   |        |        |     |
| Thomas Wildförster | 0:2 | 234 | 2 | 117,00 | –      | 233 |
| Fabian Blondeel    | 2:0 | 300 | 2 | 150,00 | 150,00 | 231 |
| Wolfgang Matz      | 0:2 | 153 | 5 | 30,60  | –      | 102 |
| Volker Baten       | 2:0 | 300 | 5 | 60,00  | 60,00  | 145 |
| Spiel um Platz 3   |     |     |   |        |        |     |
| Thomas Wildförster | 2:0 | 300 | 5 | 60,00  | 60,00  | 178 |
| Wolfgang Matz      | 0:2 | 99  | 5 | 19,80  | –      | 94  |
| Finale             |     |     |   |        |        |     |
| Fabian Blondeel    | 2:0 | 300 | 3 | 100,00 | 100,00 | 226 |
| Volker Baten       | 0:2 | 133 | 3 | 44,33  | –      | 121 |

### Abschlusstabelle
| MP    | Match Points (Sieger = 2; Unentschieden = 1; Verlierer = 0) |
| Pkte. | Erzielte Karambolagen                                       |
| Aufn. | Benötigte Versuche                                          |
| GD    | Generaldurchschnitt                                         |
| BED   | Bester Einzeldurchschnitt eines Spielers                    |
| HS    | Höchstserie                                                 |
|       | Bester GD des Turniers                                      |
|       | Bester ED des Turniers                                      |
|       | Beste HS des Turniers                                       |
|       | 1. Platz (Gold)                                             |
|       | 2. Platz (Silber)                                           |
|       | 3. Platz (Bronze)                                           |

| Klassement                 | Klassement                       | Klassement | Klassement | Klassement | Klassement | Klassement | Klassement | Klassement |
| Platz                      | Name                             | MP         | Pkte.      | Aufn.      | GD         | BED        | HS         |            |
| -------------------------- | -------------------------------- | ---------- | ---------- | ---------- | ---------- | ---------- | ---------- | ---------- |
| 1                          | Fabian Blondeel (Bochum)         | 8:2        | 1021       | 12         | 85,08      | 200,00     | 231        |            |
| 2                          | Volker Baten (Bochum)            | 8:2        | 1033       | 25         | 41,32      | 66,66      | 145        |            |
| 3                          | Thomas Wildförster (Velbert)     | 8:2        | 1134       | 13         | 87,23      | 200,00     | 233        |            |
| 4                          | Wolfgang Matz (Gelsenkirchen)    | 5:5        | 852        | 24         | 35,50      | 200,00     | 200        |            |
| 5                          | Dieter Steinberger (Kempten)     | 4:2        | 400        | 10         | 40,00      | 50,00      | 76         |            |
| 6                          | Dieter Wirtz (Duisburg)          | 4:2        | 586        | 15         | 39,07      | 66,66      | 130        |            |
| 7                          | Orhan Erogul (Frankfurt)         | 2:4        | 369        | 9          | 41,00      | 200,00     | 200        |            |
| 8                          | Klaus Müller (Elversberg)        | 2:4        | 327        | 12         | 27,25      | 100,00     | 155        |            |
| 9                          | Willi Steinberger (Kempten)      | 2:4        | 447        | 18         | 24,83      | 50,00      | 122        |            |
| 10                         | Torsten Anders (Velbert)         | 1:5        | 371        | 9          | 41,22      | 50,00      | 126        |            |
| 11                         | Hans Wernikowski (Gelsenkirchen) | 0:6        | 123        | 8          | 15,37      | –          | 84         |            |
| 12                         | Heinz Voßmerbäumer (Bochum)      | 0:6        | 37         | 7          | 5,28       | –          | 18         |            |
| Turnierdurchschnitt: 41,35 |                                  |            |            |            |            |            |            |            |